# Philipp von Foltz

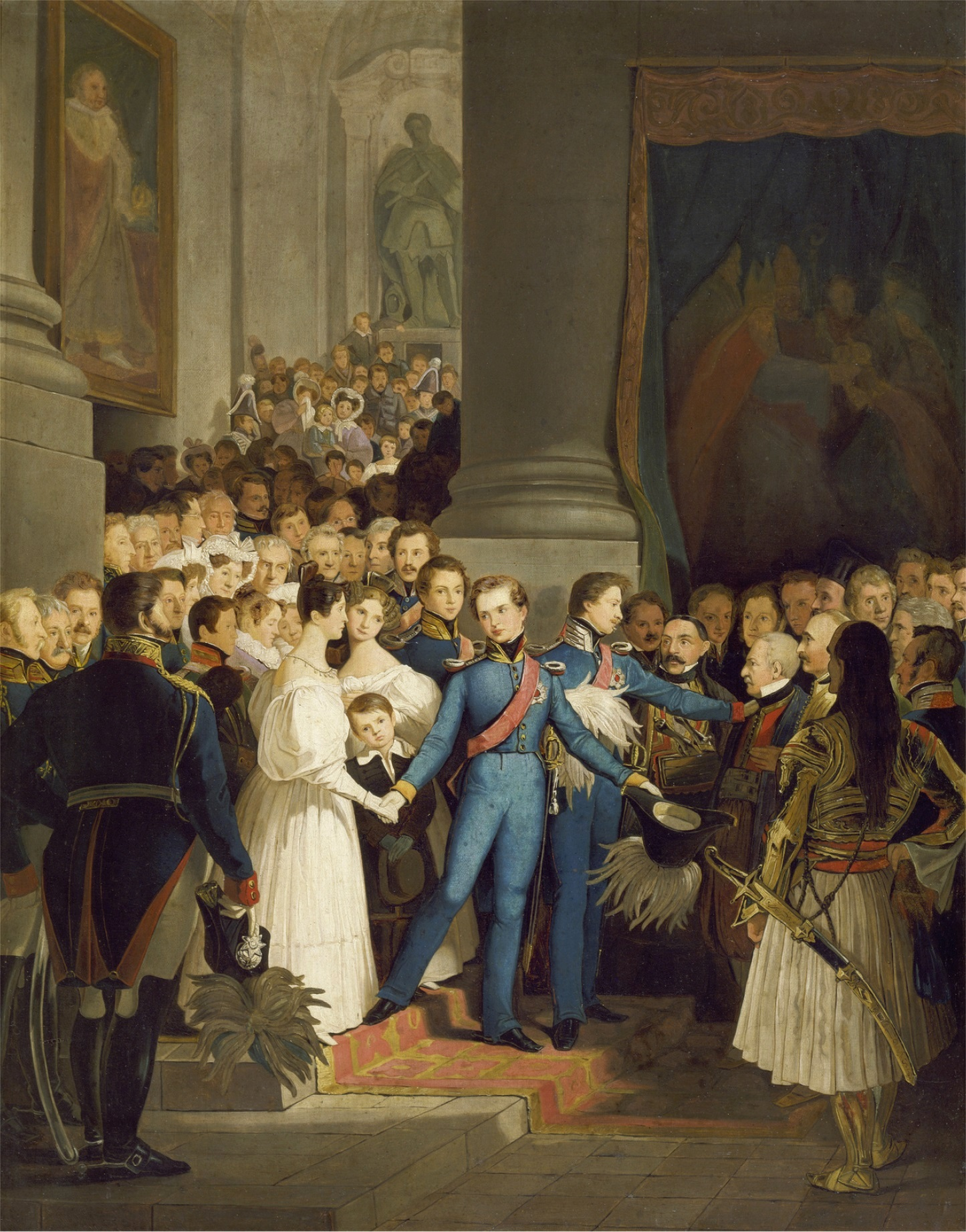
La despedida del rey Otón I

Philipp von Foltz (11 de mayo de 1805 – 5 de agosto de 1877) fue un pintor de historia alemán.

## Biografía
Nació en Bingen del Rin, Alemania. Su padre, Ludwig Foltz, un pintor notable, le dio sus primeras lecciones de arte. En 1825, se dirigió a Múnich, donde fue aceptado en la Academia de Bellas Artes y estudió con Peter von Cornelius. Pronto, se le permitió asistir a Cornelius con sus frescos en la Gliptoteca de Múnich y el parque Hofgarten. 
Más tarde, asistió a Wilhelm Lindenschmit en el nuevo Palacio Real, creando murales basados en las baladas de Friedrich Schiller. Durante este tiempo, también comenzó a crear una serie de pinturas al óleo de temas históricos; notablemente uno del Rey Otón I despidiéndose en su partida a Grecia.
En 1835,  tomó un viaje de estudio a Roma, donde creó su pintura monumental "Des Sängers Fluch" (La Maldición del Cantante), basado en el poema de Ludwig Uhland. A su regreso, fue nombrado profesor de la Academia por el rey Maximiliano II de Baviera. En agradecimiento, creó dos lienzos monumentales para el Maximilianeum.
Entre 1865 y 1875, sirvió como director de la Galería Real, pero fue severamente criticado por sus métodos de restauración, que empleaban procesos químicos cuestionables desarrollados por Max von Pettenkofer, así como pintado excesivo de algunos lienzos. A pesar de esto, fue elevado a la nobleza en 1869.
Sus pinturas son históricamente precisas, pero es ahora considerado ser bastante conservador y académico.
Foltz Murió en Múnich en 1877 a la edad de 72 años.